# گوگین (کومبیسیری)
گوگین شهری در شهرستان کومبیسیری در استان بازگا در بورکینافاسوی مرکزی است و جمعیت آن ۷۴۰ نفر است.